# 阿波斯托萊斯
27°55′S 55°46′W / 27.917°S 55.767°W

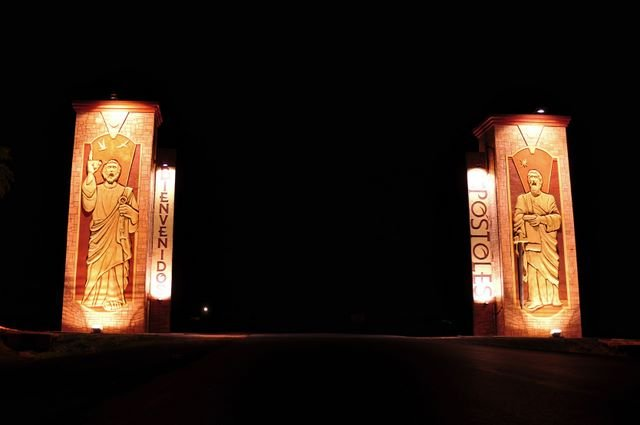
阿波斯托萊斯

阿波斯托萊斯（西班牙語：Apóstoles），是阿根廷的城鎮，位於該國東北部米西奧內斯省，是阿波斯托萊斯縣的首府，處於波薩達斯以南60公里，始建於1897年，海拔高度151米，2012年人口26,876。